# Подсендковиці
Подсендковиці (пол. Podsędkowice) — село в Польщі, у гміні Біла-Равська Равського повіту Лодзинського воєводства.
Населення — 74 особи (2011).
У 1975-1998 роках село належало до Скерневицького воєводства.

## Демографія
Демографічна структура станом на 31 березня 2011 року:
|          | Загалом | Допрацездатний вік | Працездатний вік | Постпрацездатний вік |
| -------- | ------- | ------------------ | ---------------- | -------------------- |
| Чоловіки | 32      | 11                 | 17               | 4                    |
| Жінки    | 42      | 9                  | 24               | 9                    |
| Разом    | 74      | 20                 | 41               | 13                   |